# Nastawnik
Nastawnik (Starik) – we wspólnotach bezpopowców osoba, która prowadzi nabożeństwa i przewodniczy życiu religijnemu gminy wyznaniowej.

## Charakterystyka
Nastawnik wybierany jest spośród lokalnej społeczności parafialnej. Od kandydata na to stanowisko wymaga się nienagannej postawy moralnej, religijnej oraz umiejętności czytania tekstów w  języku cerkiewnosłowiańskim.
Nastawnik przewodniczy nabożeństwom w molennie. W czasie nabożeństw niedzielnych i świątecznych jego rola sprowadza się do odmówienia modlitw na rozpoczęcie i zakończenie nabożeństwa i odczytania odpowiedniego ustępu z Ewangelii. Ponadto okadza on kadzielnicą ikony i wiernych w świątyni. 
Nastawnik w zastępstwie kapłana sprawuje dwa sakramenty, praktykowane przez bezpopowców: chrzest i spowiedź. Celebruje także uroczystość zawarcia małżeństwa i odprawia pogrzeby.